# Нестеренко Микита Валентинович
Микита Валентинович Нестеренко (нар. 15 квітня 1991)— український легкоатлет, який спеціалізується на метанні диска.
На початку спортивної кар'єри виступав також у штовханні ядра.
На національних змаганнях представляє Дніпропетровську область.
Тренується у Віктора Олійника.
Дружина— дискоболка Катерина Нестеренко.

## Спортивні досягнення
Учасник трьох Олімпійських ігор (2012, 2016, 2021), на кожних з яких не вдавалось пройти кваліфікаційні змагання.
Бронзовий призер Кубка Європи з метань (2016).
Фіналіст (4-е місце) Універсіади (2011).
Фіналіст (12-е місце) чемпіонату Європи (2018).
Переможець (2011) та срібний призер (2013) Кубків Європи з метань у молодіжній віковій категорії.
Срібний призер чемпіонату Європи серед молоді (2011).
Бронзовий призер чемпіонату світу серед юніорів (2008). Фіналіст (4-е місце) чемпіонату світу серед юніорів (2010).
Чемпіон Європи серед юніорів (у метанні диска) та срібний призер (у штовханні ядра) чемпіонату Європи серед юніорів (2009).
Чемпіон світу серед юнаків (2007).
Переможець Європейського юнацького легкоатлетичного фестивалю (2007).
Рекордсмен світу серед юніорів в метанні диска (70,13; 2008; вага диска — 1,75 кг).
Володар вищого світового досягнення серед юнаків у метанні диска (77,50; 2008; вага диска — 1,50 кг).
Рекордсмен України серед юніорів та юнаків в метанні диска та штовханні ядра.
Багаторазовий чемпіон України з метання диска.